# Neritos eximius
Neritos eximius är en fjärilsart som beskrevs av Rothschild 1910. Neritos eximius ingår i släktet Neritos och familjen björnspinnare. Inga underarter finns listade i Catalogue of Life.